# 祐州 (唐朝)
祐州，中国唐朝时设置的州。
唐太宗貞觀二十二年（648年）以阿逼蛮石地部落设置祐州，治今四川省喜德县米市镇）。属巂州都督府。在今四川凉山彝族自治州东境大凉山地区，昭觉县、金阳县二县交界处的西溪河流域。唐玄宗至德二载（757年）祐州地入南诏。